# Sean M. Carroll
Sean Michael Carroll (n. 5 octombrie 1966, Pennsylvania, SUA) este un fizician teoretic specializat în mecanică cuantică, gravitație și cosmologie. Este profesor cercetător la Institutul de Fizică Teoretică Walter Burke din cadrul Departamentului de Fizică al Institutului de Tehnologie din California și profesor extern la Institutul din Santa Fe. A contribuit la blogul de fizică Cosmic Variance și a publicat în reviste științifice precum Nature, dar și în alte publicații, inclusiv The New York Times, Sky & Telescope sau New Scientist.
A apărut în emisiuni TV ca The Universe de la History Channel, Prin Gaura de Vierme cu Morgan Freeman de la Science Channel, Closer to Truth (difuzată pe PBS) sau în The Colbert Report de la Comedy Central. Carroll este autorul Spacetime And Geometry, un manual despre relativitatea generală și a înregistrat, de asemenea, prelegeri de cosmologie, fizica timpului și bosonul Higgs. El este, de asemenea, autorul a patru cărți populare: From Eternity to Here despre săgeata timpului, Particula de la sfârșitul universului despre bosonul Higgs, The Big Picture: despre originile vieții, sensul și Universul însuși despre ontologie și Ceva profund ascuns despre fundamentele mecanicii cuantice. El a început un podcast în 2018 denumit Mindscape, în care intervievează alți experți și intelectuali care provin dintr-o varietate de discipline, inclusiv „știință, societate, filosofie, cultură, arte și idei” în general.

## Carieră
Carroll și-a luat doctoratul în astronomie în 1993 la Universitatea Harvard, unde consilierul său a fost George B. Field. Disertația sa a fost intitulată Cosmological Consequences of Topological and Geometric Phenomena in Field Theories -- Consecințele cosmologice ale fenomenelor topologice și geometrice în teoriile de câmp. A lucrat ca cercetător postdoctoral la Institutul de Tehnologie din Massachusetts (MIT) și la Institutul de Fizică Teoretică Kavli de la Universitatea din California, Santa Barbara  și ca profesor asistent la Universitatea din Chicago până în 2006. Acum este profesor cercetător la Caltech.
În 2010, Carroll a fost ales membru al Societății Americane de Fizică pentru „contribuții la o mare varietate de subiecte în cosmologie, relativitate și teoria cuantică a câmpului, în special pentru idei ca accelerarea cosmică, precum și contribuții la învățământul universitar și științele publice". În 2014 a primit premiul Andrew Gemant de la Institutul American de Fizică pentru „contribuții semnificative la dimensiunea culturală, artistică sau umanistă a fizicii”. În 2015 a primit o bursă Guggenheim.

## Viață personală
Carroll este căsătorit cu Jennifer Ouellette, o jurnalistă la reviste de știință și fostă directoare a Science Entertainment Exchange.

## Cercetare

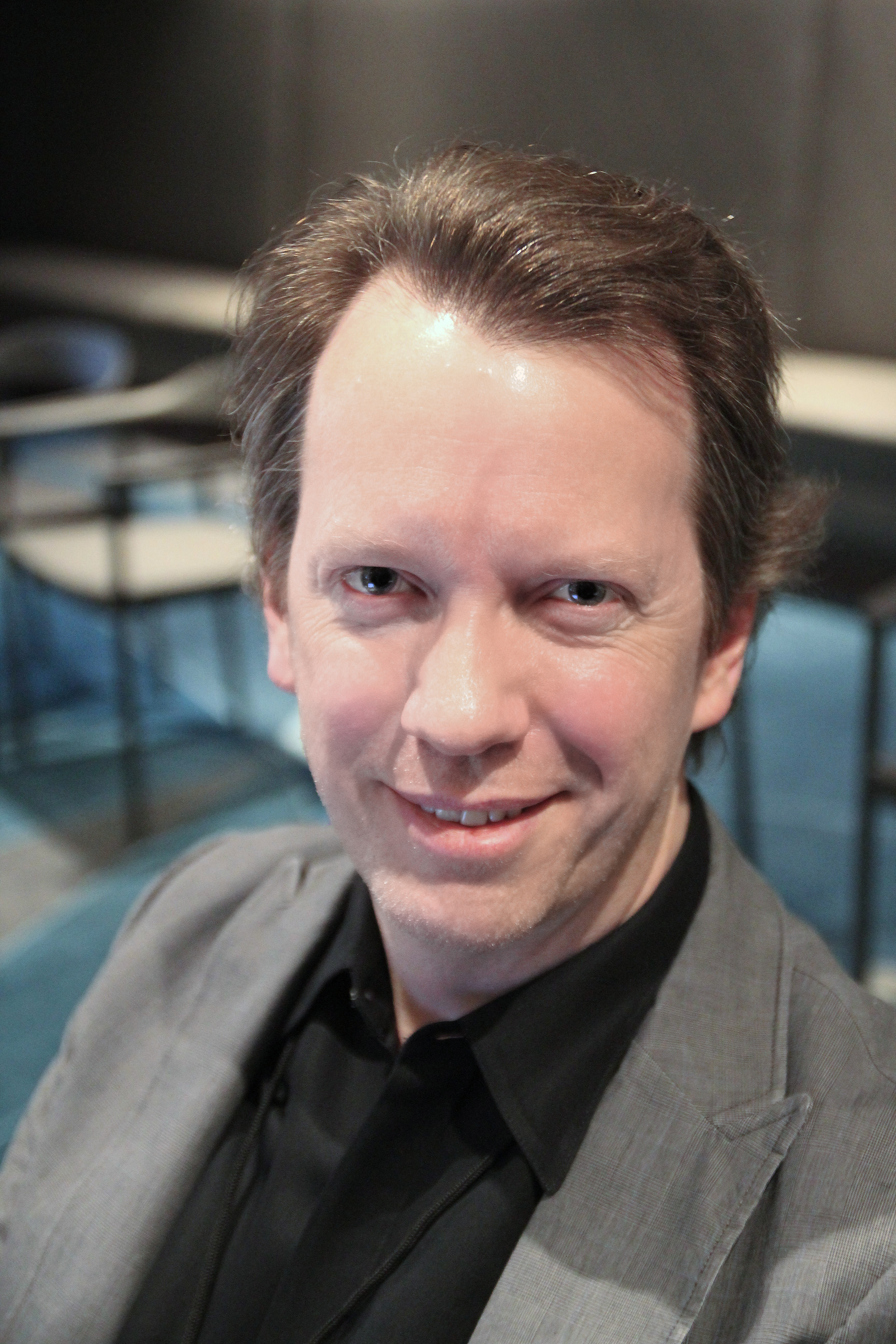
Sean M. Carroll în 2017

Carroll a lucrat pe o serie de domenii ale cosmologiei teoretice, teoriei câmpurilor și teoriei gravitației. Lucrările sale de cercetare includ modele și constrângeri experimentale asupra încălcărilor covarianței Lorentz; apariția curbelor închise asemănătoare timpului în relativitatea generală; varietățile defectelor topologice în teoria câmpului și dinamica cosmologică a dimensiunilor spațiu-timp suplimentare. El a scris pe larg despre modelele de energie întunecată și interacțiunile acesteia cu materia obișnuită și materia întunecată, precum și modificări ale relativității generale în cosmologie. El a lucrat, de asemenea, la fundamentele mecanicii cuantice, în special la interpretarea multiple-lumi, inclusiv la o derivare a regulii lui Born pentru probabilități.
Cea mai citată lucrare a sa, „Is Cosmic Speed-Up Due To New Gravitational Physics?” (2003) a fost scrisă împreună cu Vikram Duvvuri, Mark Trodden și Michael Turner. Cu peste 1.900 de citări, a ajutat la inițiativa studiului gravitației f (R) în cosmologie.
Carroll a lucrat și la problema săgeții timpului. El și Jennifer Chen a afirmat că Big Bang-ul nu este un eveniment unic care să aibă ca rezultat că întreaga materie și energie din univers ar proveni dintr-o singularitate la începutul timpului, ci mai degrabă unul dintre multele evenimente de inflație cosmică rezultate din fluctuațiile cuantice ale energiei de vid într-un spațiu de Sitter rece. Ei susțin că universul este infinit de vechi, dar nu atinge niciodată echilibrul termodinamic, deoarece entropia crește continuu, fără limite, din cauza densității în scădere a materiei și a energiei, atribuită inflației cosmice recurente. Ei afirmă că universul este „statistic simetric în timp”, în măsura în care conține progresii egale ale timpului „atât înainte cât și înapoi”. O parte din lucrările sale au vizat încălcările simetriilor fundamentale, fizica energiei întunecate, modificările relativității generale și săgeata timpului. Recent, a început să se concentreze pe probleme de la baza cosmologiei, mecanicii statistice, mecanicii cuantice și complexității.
În 2017, Carroll a prezentat un argument pentru respingerea anumitor modele cosmologice, inclusiv a celor bazate pe un creier Boltzmann, pe baza faptului că sunt instabile cognitiv: nu pot fi simultan adevărate și credibile în mod justificat. Articolul a fost solicitat ca o contribuție la o lucrare mai amplă despre  Current Controversies in Philosophy of Science -- controversele actuale în filosofia științei.

## Puncte de vedere asupra religiei
Carroll, care a crescut ca un anglican, este un ateu sau, după cum o numește el, un „naturalist poetic”. El a respins invitația de a vorbi la o conferință sponsorizată de Fundația John Templeton, deoarece nu dorea să pară că susține o reconciliere între știință și religie; cu toate acestea, el a participat ulterior la o discuție cu savantul budist B. Alan Wallace organizată de o instituție sponsorizată de aceeași fundație. În 2004, el și Shadi Bartsch au predat un curs universitar la Universitatea din Chicago despre istoria ateismului. În 2012 a organizat atelierul „Moving Naturalism Forward”, care a reunit oameni de știință și filosofi pentru a discuta aspecte asociate cu o viziune naturalistă asupra lumii. Articolul său „Does the Universe Need God? -- Are Universul nevoie de Dumnezeu?” în The Blackwell Companion to Science and Christianity a dezvoltat afirmația că știința nu mai are nevoie de o ființă divină pentru a explica existența universului. Articolul a generat o atenție semnificativă atunci când a fost discutat pe The Huffington Post. Cartea sa din 2016 The Big Picture: Despre originile vieții, semnificația și universul însuși dezvoltă filosofia naturalismului poetic.
Carroll participă ocazional la dezbateri formale sau discuții cu teiștii. În 2012, a făcut echipă cu Michael Shermer pentru a dezbate cu Ian Hutchinson de la MIT și autorul Dinesh D'Souza de la Caltech într-un eveniment intitulat „Marea dezbatere: știința a respins religia?”
În 2014, Carroll a dezbătut cu filosoful și apologetul creștin William Lane Craig ca parte a Forumului Greer-Heard din New Orleans. Subiectul dezbaterii a fost „Existența lui Dumnezeu în lumina cosmologiei contemporane”. Dezbaterea sa împotriva lui William Lane Craig a fost mult așteptată și a întâmpinat un interes imens, deoarece mulți și-au exprimat opiniile înainte și după dezbatere.  Dr. Luke Barnes, cercetător de cosmologie postdoctorală la Universitatea Western Sydney, a scris 2 eseuri înainte de dezbatere, o recenzie  și o respingere  a argumentelor lui Carroll după ce dezbaterea s-a încheiat. Alex Rosenberg, Robin Collins, Tim Maudlin și James Sinclair au participat, de asemenea, la eveniment, a doua zi, după dezbatere. Atât Craig, cât și Carroll au vorbit unul cu celălalt înainte de dezbatere.  Înainte de dezbatere, Carroll a scris: „Consensul general în unele colțuri pare să fie că voi fi zdrobit”. Fizicianul teoretic Dr. Aron Wall a scris, de asemenea, o recenzie a dezbaterii. Dr. Richard Carrier, istoric și filozof ale cărui lucrări se concentrează asupra istoricității lui Iisus, a ateismului și a empirismului, a făcut referire la această dezbatere ca una dintre cele mai mari două pierderi ale lui Craig. A fost publicată o carte care conține transcrierea dezbaterii și următoarea sesiune de întrebări și răspunsuri din a doua zi a evenimentului.
Carroll a primit un premiu „Emperor Has No Clothes -- Împăratul nu are haine” în cadrul Convenției naționale anuale a Fundației Freedom From Religion.

## Publicații selectate
- Carroll, Sean (2003). Spacetime and Geometry: An Introduction to General Relativity. ISBN 0-8053-8732-3.0-8053-8732-3  Retipărită în 2019.
- Carroll, Sean (2010). From Eternity to Here: The Quest for the Ultimate Theory of Time. ISBN 978-0-525-95133-9.978-0-525-95133-9  Acesta abordează un principiu fundamental fundamental în fizică: săgeata timpului .
- Carroll, Sean (2012). The Particle at the End of the Universe: How the Hunt for the Higgs Boson Leads Us to the Edge of a New World. ISBN 978-0-525-95359-3.978-0-525-95359-3  Descrie vânătoarea și descoperirea bosonului Higgs la Large Hadron Collider de la CERN și a câștigat în 2013 Premiul Royal Society Winton pentru o carte de știință. [42]
- Carroll, Sean (2016). The Big Picture: On the Origins of Life, Meaning, and the Universe Itself. ISBN 978-0-5259-5482-8.978-0-5259-5482-8 , în care Carroll introduce conceptul de naturalism poetic .
- Carroll, Sean (2019). Something Deeply Hidden: Quantum Worlds and the Emergence of Spacetime. ISBN 978-1-5247-4301-7.978-1-5247-4301-7
- Lista publicațiilor de cercetare, din biblioteca digitală INSPIRE-HEP.